# PAL-M

Sistema de codificação televisiva por nações. Países usando o sistema PAL são mostrados em azul. (século XX).

PAL-M é o sistema de televisão em cores analógico utilizado pelo Brasil, desde sua primeira transmissão oficial, na Festa da Uva em Caxias do Sul, no Rio Grande do Sul, em 19 de fevereiro de 1972, numa colaboração entre a TV Difusora, TV Rio, TV Piratini e TV Caxias.
Consiste em utilizar o sistema PAL de codificação do sinal de cor em uma sub-portadora, no padrão de formação de imagem "M". Foi a solução encontrada na época da adoção do sistema de cor para que, desta forma, as transmissões em cores pudessem ser recebidas pelos aparelhos em preto-e-branco sem a necessidade de adaptadores, e vice-versa.
Entre 1962 e 1963 foi possível a recepção de programas em cores no Brasil no sistema NTSC, através de experiências de emissoras como a Rede Tupi e a Rede Excelsior em programas específicos na cidade de São Paulo, além da apresentação de seriados americanos já produzidos em cores, tais como Bonanza. Entretanto, o custo dos televisores importados dos Estados Unidos fora proibitivo devido às inúmeras leis protecionistas que haviam à época, a política tecnológica brasileira mudou devido à instauração do regime militar de 1964 e apenas no início da década de 1970 o Brasil já desenvolveu o PAL-M e viabilizou o formato.
O padrão PAL-M, híbrido dos sistemas norte-americano (de resolução de tela) e europeu (de codificação de sinais de cor), desde sua criação durante o regime militar até hoje é adotado apenas no Brasil. Sendo assim, todo e qualquer aparelho gerador ou receptor de sinais analógicos coloridos de TV — de televisores em si a consoles de videogame e aparelhos de DVD — produzido para algum outro mercado do mundo que não seja o brasileiro precisará de adaptadores (chamados “transcoders”) para conseguir funcionar no país.

## Aspectos técnicos

### Padrão M
Durante o desenvolvimento da televisão (preto e branco), foram criadas diversas normas; uma delas era a dependência com a frequência da rede de energia elétrica local. Como nos Estados Unidos a frequência da rede elétrica era de 60 Hz, o processo para transmissão de televisão deveria gerar 60 campos de imagem por segundo para evitar o efeito da cintilação. A imagem seria formada por 525 linhas por fotograma (formado por 2 campos) e 30 fotogramas por segundo para dar a sensação de movimento. Estas características do sistema de transmissão de televisão norte-americana fazem parte das normas estabelecidas pela RMA (Radio Manufacturers Association) ou simplesmente "M", e acabou sendo adotadas por outros países com a mesma frequência de rede, como o Brasil e o Japão, ressalvando-se que a parte oriental do Japão usa 50 Hz e que partes do Brasil (tais como Rio Grande do Sul e Rio de Janeiro) mudaram a frequência da rede elétrica de 50 Hz para 60 Hz entre 1964 e 1978.
Países onde a energia elétrica é gerada com a frequência de 50 Hz como Alemanha, Argentina, e outros, principalmente na Europa, o sincronismo da imagem é formado por 625 linhas de resolução em cada fotograma e taxa de atualização de tal imagem a 25 fotogramas por segundo, para dar a sensação de movimento.

### Problemas de compatibilidade
O sistema PAL-M, sendo um padrão de apenas um único país, para a troca de tecnologia entre outros países demanda necessidade de transcodificação de sinais.
- A conversão entre PAL-M e NTSC é bastante simples. Apenas o sinal de portadora de cores necessita de alteração. A frequência de varredura e resolução, assim como frequências de subportadora se mantém inalteradas.
- A conversão entre o PAL-M e sinais PAL/SECAM (PAL/625/25 e SECAM/625/25) demandam mudanças de resolução e frequência. Tal conversão envolve o uso de complicados circuitos, onde armazena-se digitalmente o frame de vídeo, redimensionando digitalmente a frequência, resolução e formatando o sinal para o formato de destino. A técnica é a mesma utilizada na conversão entre o NTSC e os padrões 625/25 (PAL/SECAM). Apesar do tipo de modulação de cores ser similar, tal similaridade entre os sinais não ajuda muito para a transcodificação, pois todos os demais parâmetros demandam conversões AD/DA.

### Multinorma ou Trinorma
Trinorma é o nome dado a equipamentos compatíveis com os sistemas PAL-M, PAL-N e NTSC. Tal capacidade foi desenvolvida para viabilizar a troca de tecnologia e comercialização de equipamentos de TV e vídeo entre os países do Mercosul.

#### Televisores
Os primeiros televisores comercializados no país até meados de 1990, salvos raras exceções, eram compatíveis apenas com o sistema PAL-M. Equipamentos NTSC, como computadores, consoles de vídeo game e vídeo cassetes, exibem imagem nesses televisores apenas em preto e branco, necessitando circuito adicional de transcodificação para correta reprodução em cores destes equipamentos nos televisores nacionais. Demais padrões de vídeo não produziam imagem ou eram reproduzidos incorretamente nos televisores nacionais.
Alguns modelos de televisor comercializados nos anos 1980 e a maioria dos televisores comercializados na década de 1990 eram compatíveis com o padrão PAL-M e NTSC. Equipamentos onde o sinal de cores é codificado nos dois formatos são corretamente exibidos, sem necessidade de circuito transcodificador.
No final dos anos 1990 até os dias atuais, a maioria dos televisores comercializados no país operam nos formatos PAL-M, PAL-N e NTSC. Esses são chamados de trinorma ou multinorma. Apesar de compatíveis com 50 Hz e 60 Hz, esses televisores são incompatíveis com os padrões de vídeo PAL/SECAM Europeus.

#### Vídeo cassetes
Todos os vídeo cassetes comercializados no país são compatíveis com os padrões PAL-M e NTSC. Contendo transcodificador de sinal embutido, alguns equipamentos convertem o sinal apenas de NTSC para PAL-M e outros convertem nas duas direções, NTSC para PAL-M e PAL-M para NTSC. O recurso de transcodificação viabilizou assim a reprodução de fitas de vídeo pré-gravadas em NTSC assim como as primeiras câmeras de vídeo caseiras, que importadas, operavam em NTSC. Devido a inviabilidades técnicas, nunca foram comercializados vídeo cassetes trinorma.

#### Consoles de vídeo game
Os primeiros consoles de vídeo game comercializados no país eram em preto e branco. Os primeiros consoles a cores comercializados nacionalmente foram clones de consoles norte-americanos do Pong, como o Telejogo Philco clones do Atari 2600 e Odyssey, este último distribuído oficialmente pela Philips. Todos versões norte-americanas ou japonesas transcodificados para PAL-M.
Os consoles da SEGA, como o primeiro Master System, eram circuitos nacionais baseados na versão americana dos mesmos, alterando-se apenas o chip de codificação de vídeo do o CX1145CP para o MC1377P. Algumas versões de Sega Saturn distribuídos pela Tectoy no Brasil entre 1997 e 1998 foram versões japonesas do console originalmente codificados em NTSC. Essas versões foram manualmente transcodificadas para PAL-M nas fábricas da Tectoy.
Consoles Playstation e Playstation 2, comercializados no Brasil eram, em sua maioria, importados e adquiridos ilegalmente no mercado paralelo. Ao ingressar no país, eram desbloqueados e recebiam os circuitos de transcodificação de vídeo. Estes, por bastante tempo, não eram oficialmente distribuídos e comercializados no mercado nacional, ingressando ilegalmente no país através do Paraguai.
Devido a impedimentos técnicos, como frequência de operação e inviabilidade técnica de transcodificação de sinais, consoles distribuídos na Europa raramente eram encontrados no mercado brasileiro

##### Reprodutores de DVD
A maioria dos reprodutores de DVD comercializados no país são trinorma. Alguns inclusive compatíveis com os sistemas de cor PAL/SECAM. Apesar da compatibilidade com sistema de cores NTSC, existe um bloqueio de região incorporado nas especificações técnicas dos DVD que deliberadamente impedem a reprodução de DVDs comercialmente distribuídos na América do Norte, Europa, Ásia e Oceania.

### Brasil
Desenvolvido nos Estados Unidos, o NTSC foi o primeiro sistema de televisão em cores no mundo, com suas primeiras transmissões sendo realizadas a partir de 1954. Possuía diversas limitações como, por exemplo, exigir controle de matiz e ter problemas com cores em geral.
Como melhoria e aprimoramento do NTSC, foi proposto o sistema de codificação do sinal de cor PAL, no final dos anos 60. O PAL (Phase Alternate Lines) foi criado na Alemanha com o objetivo de eliminar vários problemas existentes no NTSC, referentes à reprodução de cor. A reprodução de cores resultou mais precisa do que no NTSC, e o sistema foi adotado em vários países do mundo, exceto os já comprometidos com investimentos no sistema NTSC.
Durante os anos 60, também foi criado e desenvolvido o SECAM (Séquentiel couleur avec mémoire). Porém, tal sistema se mostrou impraticável no Brasil, dado que os canais de transmissão no sistema analógico brasileiro ocupam na banda uma largura de 6 MHz, sendo que o sistema analógico francês precisaria utilizar de 8 a 10 MHz.
Entretanto, como a escolha recaiu sobre o sistema PAL, com o objetivo de manter a retrocompatibilidade com as especificações M, até então adotadas no país, houve a necessidade de se adaptar o sistema para as mesmas especificações do NTSC, alterando a frequência de varredura de 30Hz para 29.97, abrindo espaço para a portadora de sinal de áudio e adotando-se todas as especificações do sistema NTSC, variando apenas na modulação do sinal de cores, criando assim o sistema PAL-M, utilizado somente no Brasil. Os outros países que utilizam o sistema M ou migraram para o NTSC ou adotaram algum padrão PAL existente, removendo a retrocompatibilidade com o sistema preto e branco utilizado nesses países.
Deste modo, diferente dos demais sistemas PAL, exceto a modulação de cores, o sistema PAL-M é tecnicamente similar ao padrão NTSC. Nos dois sistemas, a frequência de varredura de frame é de 29.97 Hz, largura de banda 4.2 MHz, frequência de áudio em 4.5 MHz, frequência do sinal de cores a 3.575611 MHz e resolução de 525 linhas. Nos demais sistemas baseados no PAL, exceto PAL-N, apenas a modulação de cores é similar. Os demais parâmetros, como modulação de sinal, faixa de operação, largura de banda e portadoras de audio e cor diferem, inviabilizando assim a troca de tecnologia do Brasil com esses países, é inviável a transcodificação de sinal de televisores e equipamentos entre os sistemas PAL-M e PAL/SECAM Europeu. Por sua vez, devido as similaridades técnicas entre o PAL-M e o NTSC, a transcodificação e troca de tecnologias entre os dois formatos é viável.

### Argentina, Paraguai e Uruguai: PAL-N
Diferente do Brasil e da maioria dos demais países sul-americanos, a frequência de rede elétrica na Argentina, no Paraguai e no Uruguai é de 50 Hz. Portanto, o padrão de imagem preto e branco adotado nesses países foi o padrão PAL-N. Tecnicamente, o padrão N é similar ao padrão M. Esse formato utilizava a mesma faixa de frequência, largura de banda e portadora de áudio do sistema M, variando apenas na resolução e frequência de varredura de tela. São 576 linhas de resolução e 25 Hz de varredura no sistema N, contra 480 linhas de resolução e 30 Hz do sistema M. Nesses países, portanto, para viabilizar a retrocompatibilidade com o sistema preto e branco, foi adotado padrão de cores PAL-N. Tecnicamente esse padrão é similar ao PAL-M e NTSC, viabilizando assim a troca de tecnologia, mesmo que bastante limitada, entre o Brasil e esses países.

## Razões político-econômicas
Entre o final dos anos 1960 e o início dos anos 1970, o Brasil vivia um grande crescimento econômico, o "milagre brasileiro", proporcionado pela política econômica do governo militar e pelo desenvolvimento do pós-guerra, resolveu adotar o sistema PAL, que não tinha os problemas dos outros sistemas (a visualização das cores era melhor, não era necessário o controle de matiz e havia compatibilidade com o sistema existente).
Outra razão que justificou a adoção do PAL-M foi a política brasileira, que na época era profundamente protecionista. A adoção de um sistema próprio impossibilitou a importação de aparelhos por muito tempo, o que muitos acreditavam que poderia proteger a economia brasileira. O fato de haver pouquíssimos países com este padrão de cores fez com que a indústria brasileira de eletroeletrônicos ficasse "engessada" pelo fato de não haver mercado externo para seus aparelhos televisores.

## Sobre a inauguração oficial do sistema
A transmissão em cores da Festa da Uva, em Caxias do Sul, em 19 de fevereiro de 1972, foi feita sob responsabilidade da TV Difusora, com a colaboração da TV Rio, entre outras. O então diretor técnico da TV Globo, Coronel Wilson Britto, conta que o evento foi realmente escolhido por influência do então Ministro das Comunicações, pois já tinham condições de fazer transmissões a cores mesmo antes do evento em Caxias do Sul. Segundo o engenheiro Herbert Fiúza, a histórica transmissão só aconteceu naquela data por exigência do então Ministro das Comunicações, Higino Corsetti, que desejava a primazia de um evento em seu estado e cidade natal. A sobrinha-neta do ex-ministro, Mariana Corsetti, discorda: "A transmissão estava programada para acontecer no Carnaval do Rio de Janeiro, mas as emissoras do centro do país não apresentaram, em tempo, as condições técnicas necessárias. Como a Festa da Uva ocorria na mesma época e a TV Difusora, com sede em Caxias do Sul, era a única que dispunha de modernos equipamentos para transmitir em cores, foi feita a cobertura do evento".

## Primeiros anos
O abandono das transmissões em preto e branco levou alguns anos para acontecer: ao longo da década de 1970, nas grades de programação de todas as emissoras - salvo a Bandeirantes, que já passou para as transmissões coloridas no ano de 1972 - havia uma mescla de programas coloridos (geralmente no horário nobre) e preto-e-branco; apenas no final da década de 1970, a programação em cores tomou completamente o lugar das transmissões em preto e branco.
Isto se deveu a alguns problemas: falta de capital para investimento em novos equipamentos, a baixa porcentagem de televisores coloridos - que eram extremamente caros para a época, entre outros.
Exemplos da lenta transição da transmissão preto-e-branco para a colorida:
- O primeiro programa produzido em cores no Brasil foi Meu Primeiro Baile, um episódio de Caso Especial, exibido pela Rede Globo em 31 de março de 1972, que embora tenha sido vista por poucas pessoas com televisores coloridos, teve muitos pedidos de reprise;[19]
- Ainda que Rede Tupi tenha passado a produzir em cores toda a programação do horário nobre a partir de agosto de 1974, apenas em 1977 terminou de realizar essa transição.
- A primeira telenovela em cores produzida pela Rede Globo foi O Bem-Amado, em 1973[20] e a última novela em preto-e-branco foi Estúpido Cupido[21], em 1976/1977, ressalvando-se que os últimos dois capítulos foram em cores, sem que os atores o soubessem. Isto se deveu à Globo ter começado a transmitir em cores primeiro as novelas das 10 (a partir de 1973), as das 6 e das 8 (a partir de 1975) para apenas em 1977 fazê-lo com as novelas das 7.

## Migração para o sistema digital
A migração para o sinal digital (SBTVD) está em andamento desde 29 de março de 2017 e seguirá cronograma definido no Fórum SBTVD (que engloba as emissoras, o Ministério das Comunicações e os fabricantes de televisores) até sua conclusão em 31 de dezembro de 2023. Os prazos informados no cronograma serão prorrogados caso a região cuja migração estiver iminente, tiver menos de 93% dos televisores capazes de receber o sinal digital. Esses dados serão obtidos em pesquisa encomendada pelo ministério das Comunicações e só será informada ao público em caso de necessidade de prorrogação de prazo.